# 王荣生 (1932年)
王荣生（1932年—），男，汉族，湖北武昌人，生于湖北黄石，中华人民共和国船舶制造专家、政治人物。曾任中国船舶工业总公司总经理。第八届全国政协委员。